# Ō no Yasumaro
En aquest nom japonès, el cognom és Ō.
Ō no Yasumaro (太安万侶, m. 11 d'agost de 723) va ser un noble, cortesà i cronista japonès del període Nara, famós per ser el compilador del Kojiki, la crònica més antiga del Japó.

## Biografia
Es desconeix la seva data de naixement, hom ha afirmat que era fill d'Ō no Honchi, noble que havia participat a la guerra Jinshin (672). Va ocupar alguns càrrecs de rang intermedi a la cort imperial, el 704 se li va atorgar el cinquè grau de rang inferior, i el 715 fou promogut al quart grau de rang inferior de la cort. L'any següent va ser nomenat uji-no-chōja, és a dir, en líder del seu clan.
No obstant això, és més conegut per haver estat el compilador del Kojiki, un registre de la successió de la casa imperial japonesa i dels fets del passat, patrocinada per la mateixa monarquia. L'obra va ser iniciativa de l'emperador Tenmu, però no es va començar fins al novè mes del 711, quan la seva neboda i successora, l'emperadriu Genmei ordenà Yasumaro compilar-la. Els que conté l'obra van ser recitats de memòria per un assistent de la cort anomenat Hieda no Are. L'obra, que consta de tres capítols, va ser acabada i presentada a l'emperadriu el primer mes del 712.
El prefaci del Kojiki, escrit un perfecte xinès clàssic, indica que Yasumaro era una persona versada i capaç d'escriure aquesta llengua en qualsevol moment. La cultura del període Nara estava influenciada profundament per la Xina i Corea; la llengua xinesa s'utilitza en tots els documents oficials i els llibres. Tanmateix, en el cos principal de la crònica s'utilitzen sempre els caràcter xinesos però no sempre la llengua xinesa sinó la japonesa, en un esforç en registrar i preservar la forma primitiva de les històries i llegendes japoneses. Per tant, per a Yasumaro escriure aquestes llegendes i registres en xinès hauria estat massa forçat i complicat, i va combinant el xinès i el japonès, utilitzant en el darrer cas la fonètica dels caràcters xinesos, alhora que fa anotacions per aclarir la pronunciació i el significat correctes. Hom també afirma que, a banda de ser fidedigne a allò recitat, un altre possible motiu per utilitzar els caràcters xinesos d'aquesta manera era trobar una forma d'escriure la llengua japonesa, tot i que encara depenent de la tradició xinesa. D'altra banda, diu que les paraules de Hieda no Are eren poc sofisticades, probablement perquè al segle VIII aquestes llegendes eren recitades d'una forma que resultava arcaica o antiquada.
Uns anys més tard, el 720, va ser escollit per unir-se al príncep Toneri en la compilació del Nihon Shoki, la segona crònica més antiga del Japó.
El 1979 es va trobar la seva tomba a una plantació de te prop de la ciutat de Nara.